# Takashima
Takashima (高島市?) è una città giapponese della prefettura di Shiga.